# Brimonidina
La brimonidina es un medicamento que se utiliza en forma de gotas oftálmicas y se emplea para el tratamiento de la hipertensión ocular. La hipertensión ocular es el principal factor de riesgo implicado en el glaucoma, enfermedad que si no se trata puede conducir a perdida severa e irreversible de la capacidad visual. El mecanismo de acción del fármaco se basa en un efecto agonista sobre los receptores alfa 2 adrenérgicos.

## Indicaciones
Está indicado en el glaucoma de ángulo abierto y en la hipertensión ocular.

## Forma de administración
Se emplea en forma de gotas oftálmicas a una concentración del 0.2 %. La dosis recomendada es una gota en el ojo afectado que debe administrarse a intervalos regulares de 12 horas.

## Otros fármacos
Entre los medicamentos que comparten con la brimonidina su acción reductora de la presión intraocular se encuentran el travoprost, el latanoprost, el timolol y la pilocarpina.